# موش کور قفقازی
 حفار قفقازی(نام علمی: Talpa caucasica) نام یک گونه از تیره کورموش‌ها است.